# María Antonia Vallejo

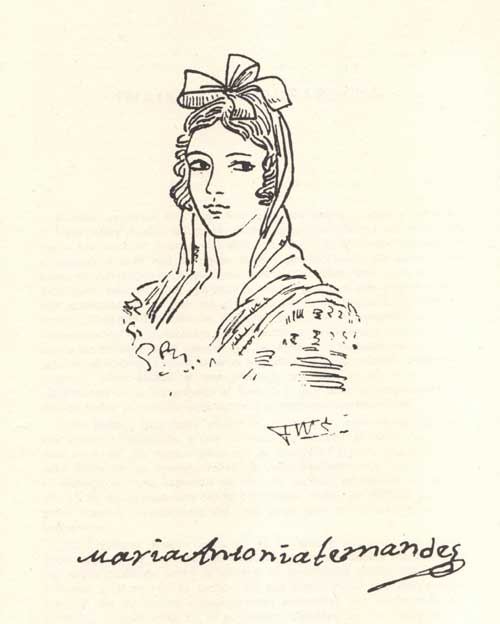
Maria Antonia Fernández

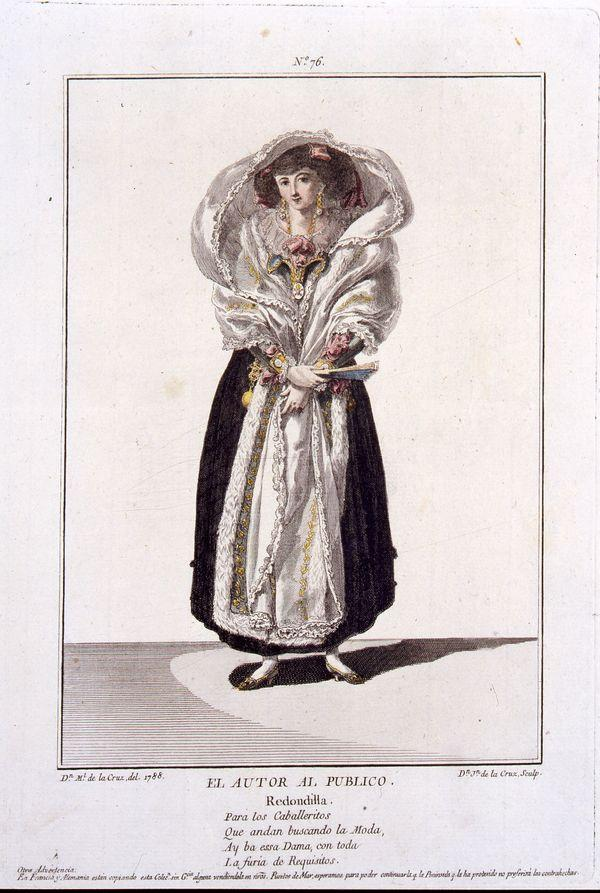
Juan de la Cruz Cano y Olmedilla: La Caramba (postum 1788)

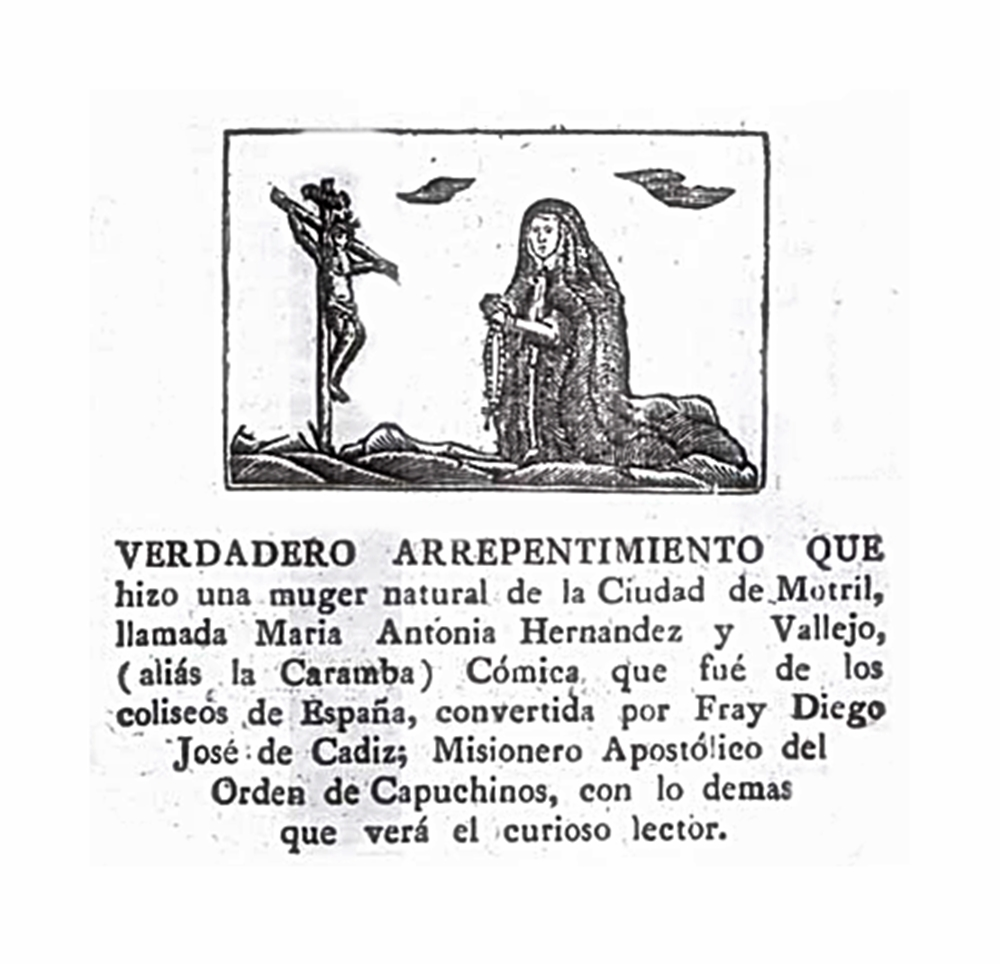
Maria Antonia Hernandez y Vallejo nach ihrer Bekehrung durch Diego José de Cádiz (zeitgenössische Darstellung)

María Antonia Vallejo Fernández, Künstlername La Caramba, (geboren 9. März 1751 in Motril; gestorben 10. Juni 1787 in Madrid) war eine spanische Schauspielerin und Sängerin des Flamenco in der Stimmlage Mezzosopran.

## Leben
María Antonia Vallejo Fernández war eine Tochter des Bernardo Vallejo und der María Manuela Fernández. Sie ging 1776 nach Madrid und debütierte im Teatro de la Cruz in der Theatergruppe von Manuel Martínez. 
Sie sang in Buffo-Opern und Tonadillas und trug wilde andalusische Zigeunerlieder vor. Sie erhielt den Künstlernamen La Caramba nach einem Ausruf ¡caramba! am Schluss in einer ihrer Tonadillas oder auch wegen einer großen mit Brillanten besetzten Schleife, die sie in ihrem schwarzen Haar trug. Nach ihrer Heirat 1781 beendete sie die Karriere, trennte sich dann aber von ihrem Mann und kehrte in der eigens dafür komponierten Tonadilla El luto de Garrida por la muerte de la Caramba auf die Bühne zurück. Sie zog sich 1784 plötzlich von der Bühne zurück und trat in ein Kloster ein. Dazu soll sie durch eine unglückliche Liebe, nach anderen Quellen durch die Vorhaltungen eines Bußpredigers bewegt worden sein. 
Im Jahr 1942 wurde in Madrid die Zarzuela La Caramba in der Komposition von Federico Moreno Torroba nach dem Libretto von Luis Fernandéz Ardavin uraufgeführt. 1951 drehte Arturo Ruiz Castillo den Film María Antonia „La Caramba“ mit Antoñita Colomé in der Titelrolle.